# Пірати Карибського моря: На краю світу
«Пірати Карибського моря 3: На краю Світу» (англ. Pirates of the Caribbean: At World's End) — американський пригодницький фільм 2007 року, третій із серії стрічок «Пірати Карибського моря». Перший фільм «Пірати Карибського моря» («Пірати Карибського моря: Прокляття «Чорної перлини»») (англ. Pirates of the Caribbean: The Curse of the Black Pearl) вийшов у 2003-му році; другий «Пірати Карибського моря 2: Скриня мерця» (англ. Pirates of the Caribbean: Dead Man`s Chest) — у 2006-му. Режисером «На краю Світу», як і попередніх серій фільму, став Ґор Вербінські. Прем'єрний показ стрічки відбувся 19 травня 2007 року в каліфорнійському Діснейленді. В американський прокат фільм вийшов 25 травня 2007 року. В український і польський прокат фільм вийшов 24 травня 2007 року.

## Сюжет
Епоха піратства закінчується. Лорд Бекет починає свою криваву кампанію по винищенню піратів, проводячи масові страти. Кораблі Ост-Індської компанії знищують піратські судна і самих піратів. Дейві Джонс (Білл Наї), капітан «Летючого голландця» змушений допомагати їм у цьому, бо його серце — у Бекета. Перед масовою стратою пірати співають пісню, що скликає 9 піратських лордів на Таємну раду. Джек Спарроу (Джонні Депп), піратський бог («лорд») Карибів, не призначив собі послідовника, і тому повинен з'явитися сам на ці збори. Капітан Барбоса (Джеффрі Раш) збирає Елізабет Свон (Кіра Найтлі) та Вілла Тернера (Орландо Блум) на пошуки Джека. В Сінгапурі вони намагаються отримати корабель і карту, котра допоможе їм знайти Край світу, де перебуває Джек. Карта знаходиться у Сяо Феня, піратського лорда Сінгапуру. Під час переговорів на них нападають англійські військові під керівництвом агента лорда Бекета — їм відомо, що головні герої в Сінгапурі. Під час бою Вілл Тернер домовляється з Сяо Фенем. Герої отримують корабель і відправляються на Край світу, десь на південному полюсі, котрий являє собою величезний водоспад, куди і падає корабель. Під час подорожі Тія Далма пояснює, що ті, хто загинув у морі разом з тілом і душею переправляються на інший світ через Край світу. Ним керує Дейві Джонс.
Джек Горобець у цей час, через самотність, божеволіє і починає уявляти себе всією командою «Чорної Перлини». Після цього стає зрозуміло, що він живе у величезній пустелі — іншому світі. Він знаходить камінь, який його чомусь постійно переслідує. Джек, облизавши його, кидає дуже далеко. Камінь перетворюється в краба, кличе інших, таких самих, як він, і всі ці краби стають такою собі хвилею, яка штовхає «Чорну перлину» на узбережжя, де вже висадилися після втрати судна Елізабет, Вілл, Барбоса та інші. Між ними починається довга розмова.
В цей час Бекет сперечається з Дейві Джонсом. З їхньої розмови стає зрозуміло, що Бекет наказав Джонсові вбити Кракена, що той і зробив. Бекет дізнається, що батько Елізабет, колишній губернатор Порт-Роялю, забагато знає про справи самого Бекета і наказує своєму агентові вбити його — втопити в морі.
Джек Горобець і його друзі пливуть через світ мертвих. Вони бачать душі загиблих на човнах, серед яких є загиблий батько Елізабет. Вона хоче врятувати батька, але той вже змирився зі своєю смертю. У розпачі Елізабет клянеться помститися за батька.
Після ряду пригод герої все ж добираються до реального світу і висаджуються на острів в Карибському морі, на узбережжі якого лежить труп Кракена, котрого Джонсу наказав вбити Бекет. На героїв нападає Сяо Фень, якому Вілл передає Джека в обмін на корабель — з допомогою якого він зможе врятувати свого батька, що в полоні на «Летючому голландці». Однак Сяо Фень порушує угоду і передає Джека Спарроу Бекету. Барбоса і Елізабет просять Сяо Феня допомогти їм втекти, щоб вони відправилися на Таємну раду піратських лордів (Сяо Фень, Джек Спарроу і Барбоса — одні з них). Мета зібрання — вирішити, чи слід піратам об'єднувати сили у боротьбі проти армії Бекета. Тут і згадується ім'я Каліпсо — богині моря, котра нібито була ув'язнена в людській плоті самими піратами. Сяо Фень погоджується за умови, що Елізабет попливе на його кораблі. Сяо Фень зізнається, що закоханий у Елізабет і вважає її самою Каліпсо, котру може звільнити лише Таємна рада піратів.
Джек домовляється з Бекетом, що той вкаже йому місце Бухти Катастроф — місця ради піратських лордів, а також примусить всіх піратів вийти із цієї добре захищеної Бухти, де їх зможе перебити армада Бекета. В цей час на корабель Сяо Феня нападає «Летючий голландець». Сяо Фень гине, помираючи, він передає Елізабет свій символ влади і призначає її капітаном корабля. Команду беруть у полон. «Голландець» перебуває під командуванням адмірала Норінгтона (що колись хотів одружитися на Елізабет). Він зустрічає Елізабет, вона розповідає йому про загибель її батька (Норінгтон поважав губернатора). У в'язниці, Елізабет зустрічає Біла Тернера, батька Вілла, котрий вже майже зрісся з кораблем і збожеволів, але він каже їй, що Віллу доведеться вибирати між своїм батьком і своєю коханою, бо вбивши Джонса він буде зобов'язаний стати вічним капітаном «Голландця». Норінгтон допомагає Елізабет та її новій команді втекти на їх корабель (корабель Сяо Феня не потопили). Білл Тернер остаточно божеволіє і вбиває Норінгтона.
Вілл залишає сигнали Бекету поступово скидаючи тіла вбитих солдатів в море. Джек його бачить і скидає самого, давши Віллу свій компас. Тія Далма розмовляє з Барбосою і каже, що вона і є Каліпсо і що Барбоса зобов'язаний її звільнити з плоті, інакше вона забере у нього життя — вона його воскресила після того, як Барбосу вбив Джек. Прибувши в Бухту Катастроф, Джек і Барбоса ідуть на раду піратів. Там Барбоса пропонує звільнити Каліпсо з темниці плоті, але інші лорди — проти. Прибуває Елізабет і займає місце Сяо Феня. Всі капітани кладуть свої символи влади (окуляри, ікла тварини, камінець у вигляді кулака…) на тацю, починаючи цим раду піратів. Вони дізнаються про прибуття армади Бекета. Починається нарада. В цей час Тія Далма і Джонс зустрічаються на «Перлині», де вона сидить ув'язнена. З їхньої розмови стає зрозуміло, що Тія (або Каліпсо) і є тою, котру Джонс кохав і заради якої страждав.
На нараді піратів є пропозиції залишатися в Бухті — це справжня неприступна фортеця. Елізабет пропонує йти на війну проти Бекета, об'єднавши всі сили, її підтримує Джек. Барбоса каже, що оголосити війну може лише Король Піратів, що і підтверджує Хранитель Кодексу Піратів — батько Джека (Кіт Річардс). Лорди голосують, щоб обрати Короля, але кожний голосує за себе… крім Джека, який голосує за Елізабет. Таким чином Елізабет стає Королевою (титул не залежить від статі Короля). Елізабет оголошує війну Ост-Індійській Компанії, її підтримують піратські лорди. На кораблі Бекета, Вілл розмовляє з Бекетом, коли заходить Джонс. Вілл стверджує, що може знайти Бухту Катастроф з допомогою компаса Джека, який вказує на те, чого користувач бажає понад усе.
Вранці армада компанії прибуває до бухти, де її зустрічає флот піратів (значно менш чисельний). Бекет, Джонс і Вілл зустрічаються з Елізабет, Барбосою і Джеком на невеликому острівці між флотами (причому Джонс стоїть у відрі з водою). Елізабет міняє Джека на Вілла, на що всі (крім Джека) згодні. На пропозицію здатися Елізабет не погоджується.
«Перлина» випливає перед іншими кораблями, а назустріч їй іде «Голландець». Барбоса виводить Тію Далму з трюму корабля і робить ритуал, звільняючи богиню — він вважає, що вона допоможе йому. Але Каліпсо зла на всіх, і на Джонса, і на піратів, які її заточили. Вона створює величезний вир в нікуди, де і відбувається бій між «Перлиною» і «Голландцем». Під час битви, Джек тікає з «Голландця» і забирає з собою скриню з серцем Джонса. Відчувши свободу, Джонс вбиває агента лорда Бекета, який вбив батька Елізабет. Обидва кораблі беруть один одного на абордаж, і починається битва між екіпажами. Вілл вибирає момент і пропонує Елізабет прямо під час битви одружитися з ним. Вона згодна і просить Барбосу (як капітана корабля) одружити їх. Б'ючись з ворогами, Барбоса одружує їх. Під час битви Вілл потрапляє на корабель Джонса, де він б'ється з власним батьком, який збожеволів і не впізнає його. Джонс нападає на Вілла і смертельно його ранить. Білл Тернер нарешті впізнає сина і кидається на Джонса, який хоче його вбити. Але раптом капітан «Голландця» завмирає — Джек протнув серце Джонса ножем, затиснутим в руці Вілла. Джонс падає у вир, і за ним іде корабель; перед цим Джек і Елізабет вдвох тікають з корабля на імпровізованому парашуті, а Білл Тернер вирізає серце сина, щоб замінити мертве серце Джонса в скрині і зробити його капітаном «Голландця».
«Перлина» під командуванням Джека прямим ходом іде на флагман Бекета, на якому — сотні гармат. Тут з-під води випливає «Голландець», цілий і неушкоджений, а його команда знову стала виглядати як люди — Вілл тепер його новий капітан. Бекет ще цього не знає і вважає, що переміг. Але «Голландець» розвертається і обидва кораблі заходять з боків флагмана і починають обстріл. Бекет в шоці і не може навіть віддати наказ стріляти. Він просто стоїть і дивиться, як його флагман винищують. Бекета знищують разом з кораблем. Обидва кораблі йдуть на армаду компанії, але ті розвертаються і тікають. Пірати радіють, а Вілл каже батькові, що той вільний. Проте батько просить залишитися на «Голландці».
Елізабет зустрічається на березі з Віллом. Перед тим, як сяде сонце, Вілл повинен повернутися на свій корабель і не зможе зійти на землю ще десять років. Він доручає Елізабет берегти його серце і пливе робити те, що до цього робив Джонс — перевозити мертві душі на той світ.
На Тортузі Джек іде по причалу зі своїми двома подругами, обіцяючи їм покататися на його кораблі, але виявляється, що «Чорна перлина» вже на горизонті — її знову забрав собі Барбоса. Джек бере човна з вітрилом і пливе геть. На «Перлині», четверо членів екіпажу підходять до капітана Барбоси і просять, щоб їм сказали про нову ціль. Барбоса їм розповідає про фонтан вічної юності, яку шукав Понсе де Леон, але бачить, що середина карти вирізана. Він розуміє, що це зробив Джек, який тим часом сидить у човні і дивиться на карту, відпливаючи в свою нову подорож.
Після фінальних титрів, події відбуваються десять років по тому. Елізабет з сином чекають Вілла на березі. Вони бачать зелений спалах на горизонті — це Вілл знову повернувся у наш світ.

## Український дубляж
Фільм дубльовано студією «AdiozProduction Studio» (Україна) за сприяння компанії «Невафільм» (Росія) на замовлення «Disney Character Voices International» у 2007 році.
- Переклад тексту та пісні — Олекса Негребецький
- Режисер дубляжу — Костянтин Лінартович
- Звукорежисер — Андрій Завгородній
- Музичний керівник — Жанна Сосновська
- Асистент режисера — Лариса Шаталова
- Звукомонтажери — Ніна Гамбарян, Тетяна Гожікова, Світлана Іванова
- Творчий консультант — Міхал Войнаровський
- Диктор — Олександр Ігнатуша

Ролі дублювали:
- Олег «Фагот» Михайлюта — Капітан Джек Спарроу
- Остап Ступка — Вілл Тернер
- Інна Бєлікова — Елізабет Свон
- Микола Боклан — Джеймс Норрінгтон, Диктор
- Андрій Подубинський — Деві Джонс
- Костянтин Лінартович — Капітан Гектор Барбосса
- Олександр Ігнатуша — Губернатор Везербі Суон
- Володимир Жогло — Пінтел
- Сергій Петько — Раджетті
- Борис Георгієвський — Джошемі Гіббз
- Богдан Ступка — Вільям «Притоп» Тернер
- Станіслав Боклан — Бекет
- Олена Узлюк — Тіа Дальма
- Григорій Герман — Сяо Фень
- Катерина Сергеєва — Жизель
- В'ячеслав Дудко — Гровз, Акшей, Маккус
- Наталя Романько-Кисельова  — Скарлет
- Дмитро Гаврилов — Марті, Оповісник, Папуга
- Дмитро Завадський — Мерсер
- Дмитро Лінартович — Капітан Тіг
- Дмитро Сова — Капітан Шеваль, Малрой
- Роман Чорний — Капітан Жокар, Пусан
- Василь Мазур — Капітан Вальєнуева
- Микола Кашеїда — Мертог
- Ірина Дорошенко — Пані Цзінь

А також: Людмила Барбір, Тетяна Чечило, Дмитро Сова, Роман Чорний, Дмитро Гаврилов, В'ячеслав Дудко.
Хор: Осоріо Аріаз Фреді Мігель, Микола Сербин, Анастасія Ревякіна, Павло Бєльський, Наталя Божовська, Юлія Коломієць, Антоніна Зарічна, Віктор Черниш, Ігор Боринець, Анатолій Биков.

## Касові збори
Під час показу в Україні, що розпочався 24 травня 2007 року, протягом перших вихідних фільм демонстрували на ? екранах, що дозволило йому зібрати $1,663,512 і посісти 1 місце в кінопрокаті того тижня. Картина продовжувала очолювати український кінопрокат і наступного тижня, адже демонструвалася вже на ? екранах і зібрала за ті вихідні ще $601,604. Загалом фільм в кінопрокаті України зібрав $3,193,670, посівши 2 місце серед найбільш касових фільмів 2007 року. В США кінострічка зібрала 309 млн доларів, по всьому світу – +651 млн доларів.

## Нагороди
Фільм було номіновано на нагороду MTV Movie Awards (номінація — Найкращий фільм).